# Macrostomus tarsalis
Macrostomus tarsalis är en tvåvingeart som beskrevs av José Albertino Rafael och Meg S. Cumming 2006. Macrostomus tarsalis ingår i släktet Macrostomus och familjen dansflugor.
Artens utbredningsområde är Ecuador. Inga underarter finns listade i Catalogue of Life.